# Dwars door Vlaanderen

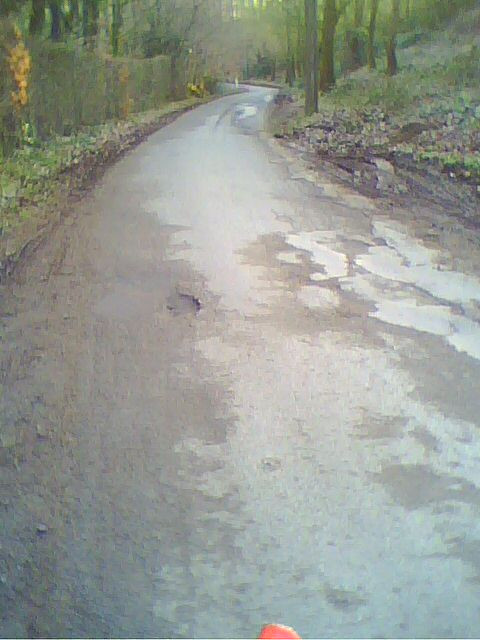
Knokteberg, på franska Côte de Trieu, återkommer regelbundet i Dwars door Vlaanderens rutt. Många år får deltagarna knoga sig uppför backen två eller tre gånger under loppet, och att det inte är gatsten betyder ju inte att det är slät och fin asfalt.

Dwars door Vlaanderen (nederländska för "Tvärs genom Flandern"), tidigare (1945–1999) Dwars door België, är ett årligt cykellopp i Belgien som räknas som en "halvklassiker". Loppet ingår sedan 2017 i UCI World Tour och var tidigare klassat som UCI Europe Tour 1.HC. Det går sedan 2018, då det flyttades en vecka framåt och bytte dag med Driedaagse Brugge-De Panne, på onsdagen före Flandern runt. Tillsammans med dessa två tävlingar samt Gent-Wevelgem och E3 BinckBank Classic utgör loppet "Flamländska cykelveckan"
Fram till och med 1964 var Dwars door België en tvådagars etapptävling. Första etappen gick från Waregem till antingen Sint-Truiden, Genk, Ciney, Eisden eller Spa och andra etappen gick därifån tillbaka till Waregem. 1965 blev det ett endagslopp med start och mål i Waregem och år 2000 flyttades starten till Roeselare (samtidigt som  "België" byttes ut mot "Vlaanderen" i namnet). Loppet är cirka 18 mil långt, varav de första åtta milen går över relativt plan mark och de sista tio innehåller ett antal stigningar som skall passeras. Flera av dessa är belagda med gatsten och därtill kommer några plana gatstenssträckor (exempelvis den 2400 m långa Mariaborrestraat). Sträckningen varierar år från år, men stigningar som återkommer regelbundet är Taaienberg, Kruisberg och Knokteberg - de två förstnämnda på gatsten.
Ett lopp för damer infördes 2012. Det går samma dag och delar start och mål med herrloppet. Sträckningen är dock annorlunda och loppet är cirka 130 km långt. 
Tävlingen skall inte blandas samman med  Dwars door West-Vlaanderen/Johan Museeuw Classics.

## Segrare

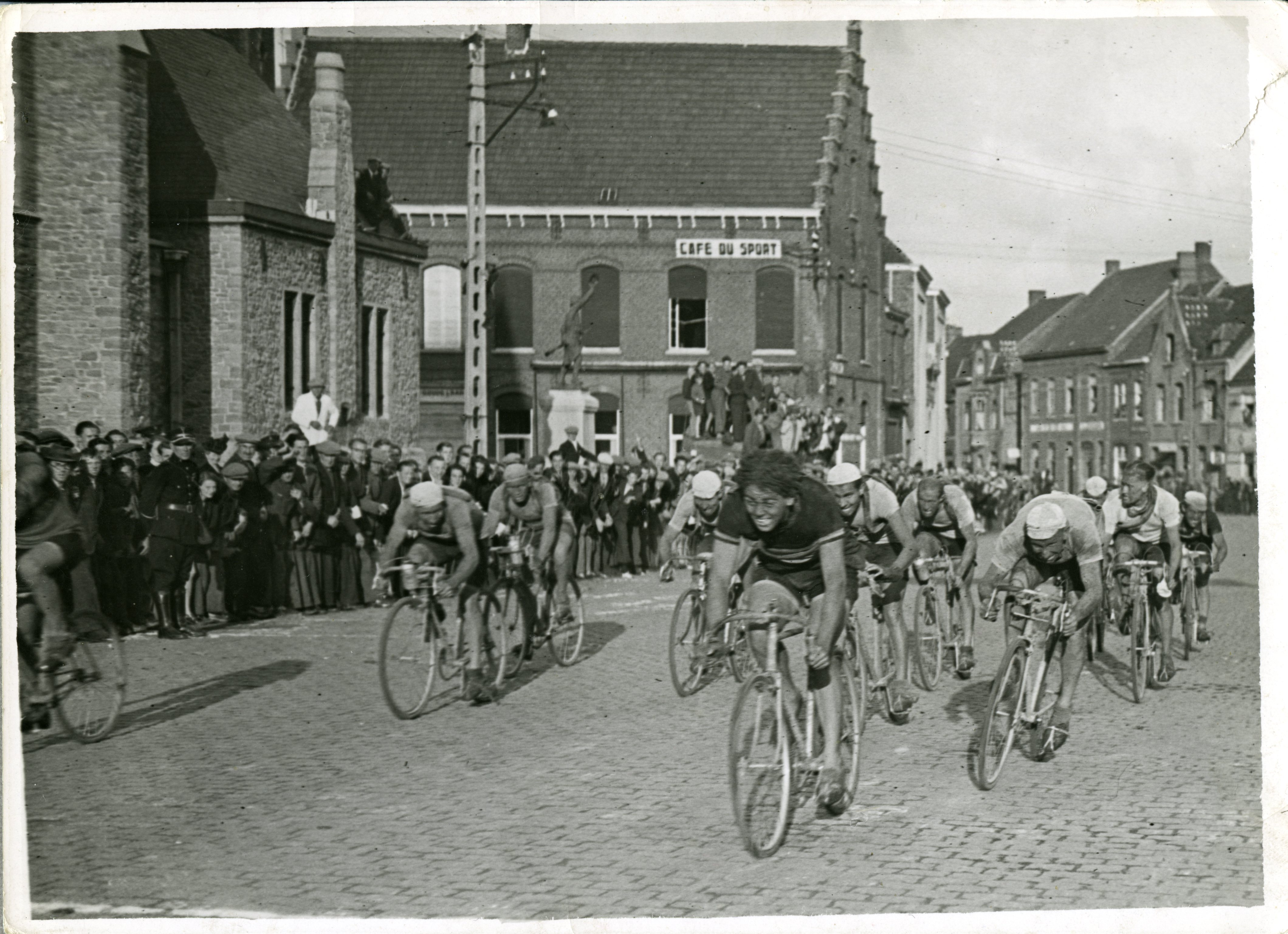
Rik Van Steenbergen vann den första Dwars Door België, 1945

### Herrar[4]
- 2025  Neilson Powless
- 2024  Matteo Jorgenson
- 2023  Christophe Laporte
- 2022  Mathieu van der Poel
- 2021  Dylan van Baarle

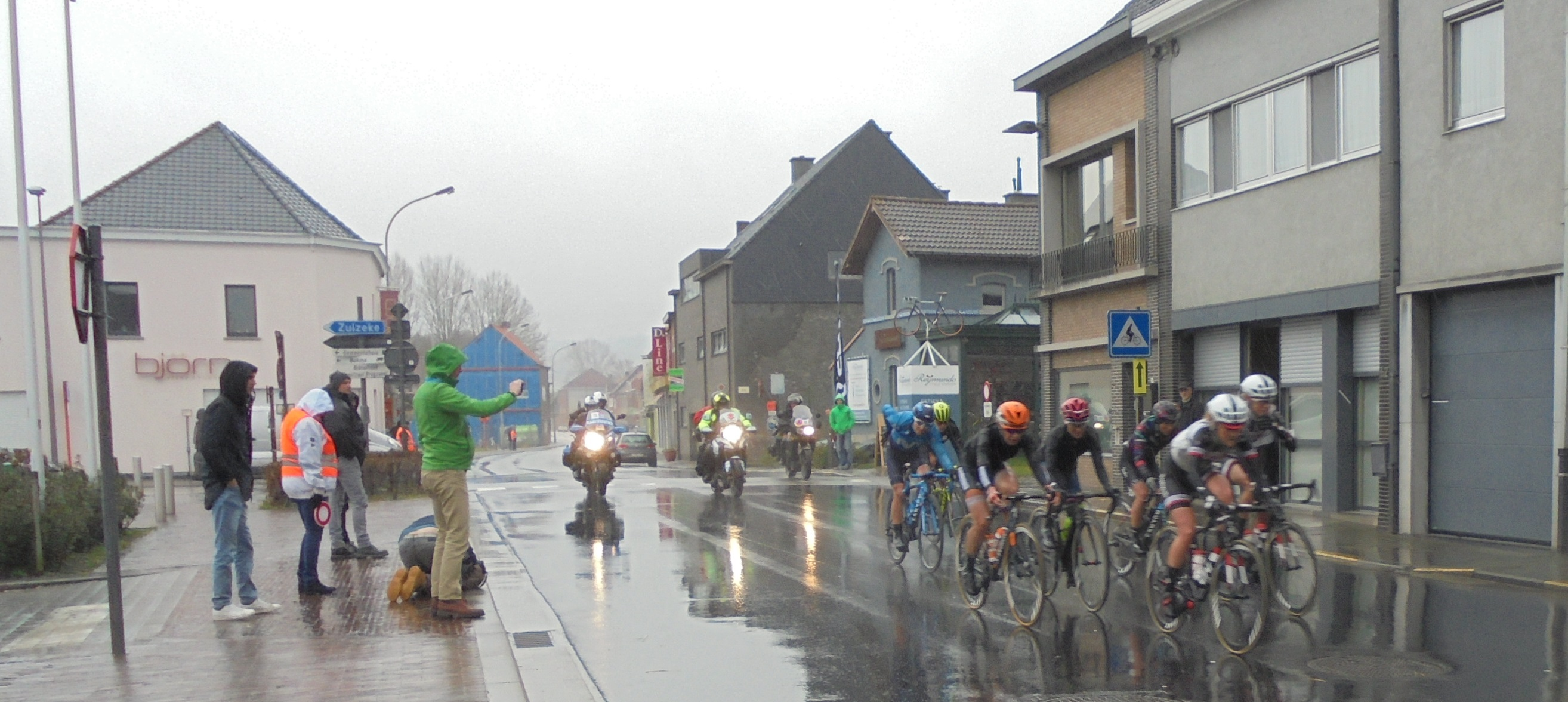
Damerna passerar igenom ett regnigt Berchem 2018.

- 2020  Ingen tävling på grund av covid-19-pandemin.
- 2019  Mathieu van der Poel
- 2018  Yves Lampaert
- 2017  Yves Lampaert
- 2016  Jens Debusschere
- 2015  Jelle Wallays
- 2014  Niki Terpstra
- 2013  Oscar Gatto
- 2012  Niki Terpstra
- 2011  Nick Nuyens
- 2010  Matti Breschel
- 2009  Kevin Van Impe
- 2008  Sylvain Chavanel
- 2007  Tom Boonen
- 2006  Frederik Veuchelen
- 2005  Niko Eeckhout
- 2004  Ludovic Capelle
- 2003  Robbie McEwen
- 2002  Baden Cooke
- 2001  Niko Eeckhout
- 2000  Tristan Hoffman
- 1999  Johan Museeuw
- 1998  Tom Steels
- 1997  Andrei Tchmil
- 1996  Tristan Hoffman
- 1995  Jelle Nijdam
- 1994  Carlo Bomans
- 1993  Johan Museeuw
- 1992  Olaf Ludwig
- 1991  Eric Vanderaerden
- 1990  Edwig Van Hooydonck
- 1989  Dirk De Wolf
- 1988  John Talen
- 1987  Jelle Nijdam
- 1986  Eric Vanderaerden
- 1985  Eddy Planckaert
- 1984  Walter Planckaert
- 1983  Etienne De Wilde
- 1982  Jan Raas
- 1981  Frank Hoste
- 1980  Johan van der Meer
- 1979  Gustaaf Van Roosbroeck
- 1978  Adri Schipper
- 1977  Walter Planckaert
- 1976  Willy Planckaert
- 1975  Cees Priem
- 1974  Louis Verreydt
- 1973  Roger Loysch
- 1972  Marc Demeyer
- 1970  Daniël Vanryckegem
- 1969  Eric Leman
- 1968  Walter Godefroot
- 1967  Daniël Vanryckegem
- 1966  Walter Godefroot
- 1965  Alfons Hermans
- 1964  Piet van Est
- 1963  Clément Roman
- 1962  Martin Van Geneugden
- 1961  Maurice Meuleman
- 1960  Arthur De Cabooter
- 1959  Roger Baens
- 1958  André Vlayen
- 1957  Noël Foré
- 1956  Luc Demunster
- 1955  Briek Schotte
- 1954  Germain Derycke
- 1953  Briek Schotte
- 1952  André Maelbrancke
- 1951  Raymond Impanis
- 1950  André Rossee
- 1949  Raymond Impanis
- 1948  André Rossee
- 1947  Albert Sercu
- 1946  Maurice Desimpelaere
- 1945  Rik Van Steenbergen

### Damer[5]
- 2025  Elisa Longo Borghini
- 2024  Marianne Vos
- 2023  Demi Vollering
- 2022  Chiara Consonni
- 2021  Annemiek van Vleuten
- 2020  Ingen tävling på grund av covid-19-pandemin.
- 2019  Ellen van Dijk
- 2018  Ellen van Dijk
- 2017  Lotta Lepistö
- 2016  Amy Pieters
- 2015  Amy Pieters
- 2014  Amy Pieters
- 2013  Kirsten Wild
- 2012  Monique van de Ree